# Lichthinder
Met lichthinder bedoelt men de overlast die mensen, dieren en planten ondervinden door lichtvervuiling (-pollutie).

## Vormen van lichthinder
Skyglow
Skyglow (of sky glow) is het verschijnsel waarbij licht wordt weerkaatst op stofdeeltjes en waterdamp in de lucht, het gevolg hiervan is dat er een soort van oranje lichtkoepel zichtbaar wordt en er weinig tot geen sterren meer zichtbaar zijn. Dit fenomeen komt hoofdzakelijk voor in grootsteden en gebieden met glastuinbouw.
Trespass
Met trespass wordt de ongewenste verlichting bedoeld. Dit is de verlichting die buiten het te belichten domein doordringt en zo omliggende bewoners hindert. Het bekendste voorbeelden zijn de straatverlichting, tuinverlichting en kassen.
Glare
Glare of verblinding komt vooral voor in het wegverkeer, het is een te hevige verlichting die voor mensen en dieren verblindend werkt en de kans op verkeersongevallen sterk vergroot.

## Voorkomen van lichthinder
Ter bestrijding van deze lichthinder kan geschikte armaturen worden gebruikt, waarbij het licht naar beneden schijnt in plaats van naar boven of horizontaal. Bolle verlichting dient vermeden te worden. Ook moet de vraag gesteld worden of de verlichting echt wel nuttig is. Zo kan verlichting die is bedoeld om ongewenste bezoekers af te schrikken beter gekoppeld worden aan een bewegingsmelder, zodat deze enkel gaat branden als het nodig is. Lichtreclames en klemtoonverlichting zijn na 23 of 24 uur meestal geheel overbodig. Ook veel wegverlichting kan na middernacht uit, aangezien op veel wegen dan nauwelijks nog verkeer is. In Vlaanderen wordt op de meeste autosnelwegen, behalve op ringwegen, de verlichting tussen de op- en afritten gedoofd tussen middernacht en 6 uur 's morgens.
In Nederland strijdt het Platform Lichthinder tegen de toenemende overlast door lichtvervuiling.

### België
- Werkgroep Lichthinder
- Werkgroep Verlichten zonder hinder[dode link]
- MIRA - Milieurapport Vlaanderen: achterinformatie over lichthinder in Vlaanderen (Nederlands)

### Nederland
- Platform Lichthinder
- Campagne Laat het donker donker